# ليلة المبيت
ليلة المبيت هي اسم الليلة التي بات فيها عليّ بن أبي طالب في فراش الرسول حفاظاً عليه. وذلك بسبب نزول الآية التالية من سورة البقرة حسب الروايات.
وهذه الآية المعروفة بآية ليلة المبيت تعتبر عند الشيعة إحدى الآيات الواردة في فضائل الإمام علي.

## ما جرى في ليلة المبيت
عندما أحسّ كفّار قريش بخطر الإسلام والدعوة السماوية وتزايد المسلمين يوماً بعد يوم، اجتمعوا في‌ دار الندوة‌ ليتّخذوا قراراً لقمع الدين، فطرحوا ثلاث خطط إما أن يقتلوا النبي، أو يلقوه في السجن بحيث لا يتمكن أيُّ شخص من رؤيته والحديث معه، أو يقوموا بإبعاده عن أرض الحجاز.
وبعد مناقشات‌ طويلة‌، صمّموا علی‌ قتل‌ النبّي‌، فاختاروا من‌ كلّ قبيلة‌ رجلاً للاشتراك‌ في‌ قتله‌، حتى يضيع‌ دمه بين‌ القبائل‌، ولا يستطيع‌ بنو هاشم أن‌ يحاربوا كلّ هذه‌ القبائل‌ فيقتنعوا بالديّة‌، فلا يضيرهم‌ أن‌ يسلّموا الدية‌ إلی‌ بني‌ هاشم‌.
فجاء أربعون شخصاً من مختلف قبائل العرب يتصفون بالشجاعة والمهارة، فأحاطوا ببيت الرسول ليلاً، ثمّ تسلّقوا الجدار أو نفذوا من كوة فيه وانتظروا حتّى تحين الفرصة المناسبة لقتل النبي.
و كما جاء في كتاب بحار الأنوار أنّه نزل‌ جبريل على رسول الله وأطلعه‌ علی‌ الأمر، وتلا هذه الآية علیه‌:

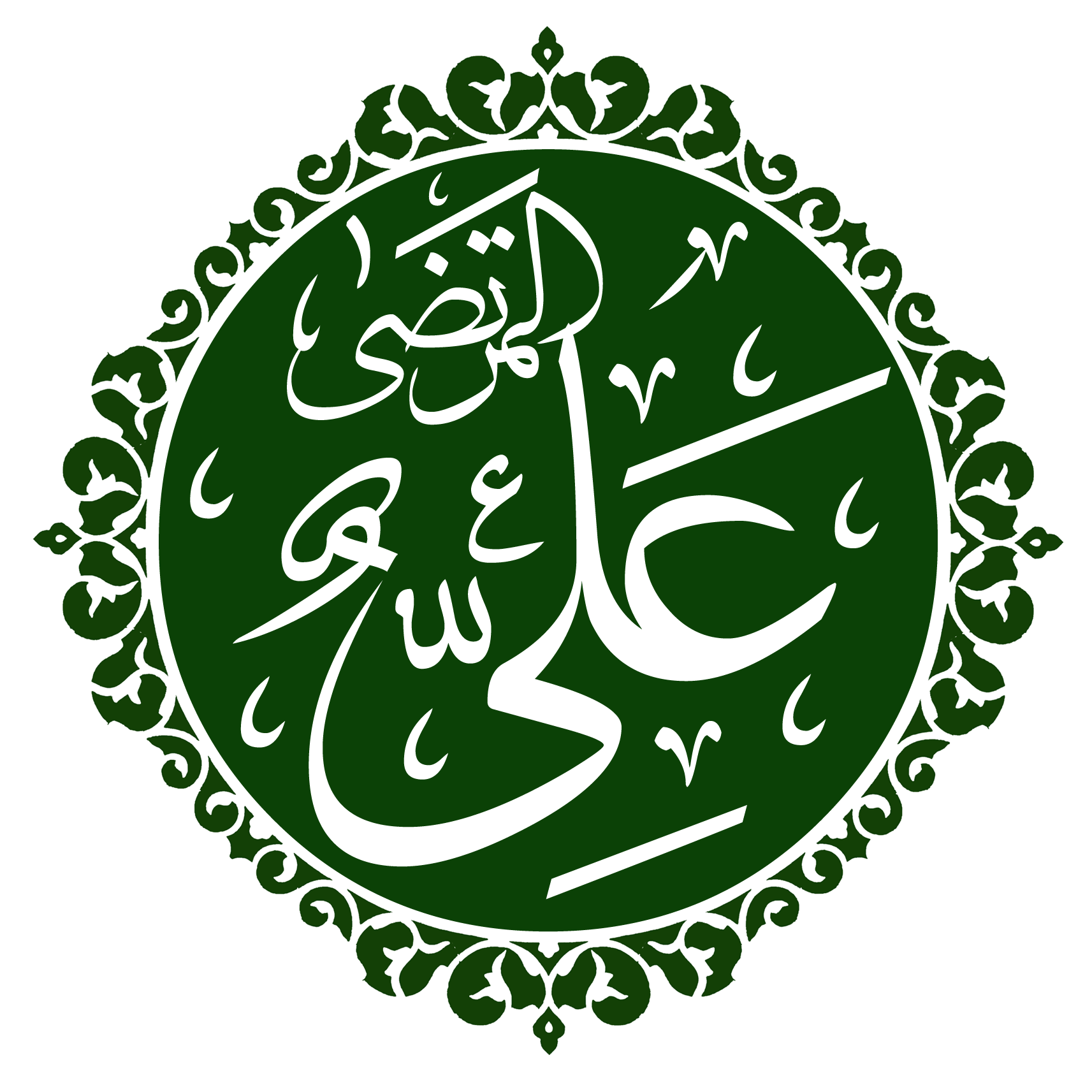
رسم اسم علي بن أبي طالب.

فأمره أن‌ يهاجر إلی‌ المدينة ويترك‌ علیاً مكانه‌، فأرسل‌ الرسول‌ إلی‌ علي بن أبي طالب وقال‌ له‌: يا علي، انّه‌ قد أوحي‌ إليّ جبريل عن‌ ربّي‌ عزّوجل‌ أن‌ أهجر دار قومي‌، وانّه‌ أمرني‌ أن‌ ءامرك‌ بالمبيت‌ علی‌ مضجعي‌ لتخفي‌ بمبيتك‌ علیه‌ أثري‌، فما أنت‌ قائل‌ أو صانع‌؟
فقال‌ علی : أو تسلمنّ بمبيتي‌ هناك‌ يا نبيّ الله‌ ؟
فقال النبيّ : نعم يا عليّ،
فتبسّم‌ علی ضاحكاً، فسجد شكراً لله تعالى، ويقال أنها أول سجدة شكر كانت في الإسلام.
حاصر المشركون بيت الرسول من أول الليل، ليَهجموا عليه في منتصف الليل ولكن منعهم أبو لهب من ذلك خوفاً من أن تقع يد خاطئة. فصبروا حتى طلوع الفجر وربما يقال أن علّة التأخير هي أنهم أرادوا أن يقتلوا الرسول عند الصباح أمام أعين بني هاشم حتى يروا أن قاتله جماعة وليس واحداً.
ثم تمكن الرسول من الخروج من الدار دون أن يتمكنوا من ملاحظته وهو يقرأ﴿وَجَعَلْنَا مِنْ بَيْنِ أَيْدِيهِمْ سَدًّا وَمِنْ خَلْفِهِمْ سَدًّا فَأَغْشَيْنَاهُمْ فَهُمْ لَا يُبْصِرُونَ ۝٩﴾ [يس:9] وينثر التراب على رئوسهم وهم لايشعرون.
حتّى إذا برق الفجر، فانتضوا السيوف ووَثبوا إلى الحجرة وقصدوا الفراش وإِذا بهم يواجهون علياً يثب في وجوههم وهو يكشف عن نفسه برد رسول اللّه الأخضر، وقال لهم في منتهى الطمأنينة والشجاعة: ما شأنكم؟ وماذا تريدون؟؟
فقالوا له بغضب: أين محمّد؟
فقال: اَجعلتموني عليه رقيباً؟!
ففشلت مؤامرتهم ووجدوا انفسهم أمام هزيمة نكراء بدّدت كلّ أحلامهم، فأقدموا فوراً على ملاحقة الرسول حيث كانو يظنون أنّه لا يستطيع الخروج عن حدود مكة في مثل تلك المدة القصيرة فهو إِما مختبئ في مكة، أو أنه لا يزال في طريق المدينة.
في حين خرج النبي من مكّة متستّراً وتحرّك إلى جهة الجنوب على عكس مسير المدينة حتّى وصل إلى غار ثور، وبعد أن يأس الأعداء من العثور عليه تحرّك إلى المدينة ووصل إليها بسلام.
وحين كان الرسول في طريق المدينة أنزل الله عليه الآية التالية في شأن علي بن ابي طالب- حسب رواية أكثر المفسرين- في حادثة ليلة المبيت.

## ليلة المبيت في الكتب
ذكرت واقعة ليلة المبيت في عدد هائل من الكتب، إلى درجة أن هذه الواقعة قد وصلت إلى حدّ التواتر، أي أنها من الكثرة بحيث لا يمكن إنكارها.
فقد رواها الشيخ الطوسي في الأمالي، والعلامة المجلسي في بحار الأنوار والشيخ المفيد في كتابه الإرشاد في معرفة حجج الله على العباد. وقد ذكر لها العلاّمة الأميني في كتابه الغدير، أكثر من ثلاثين مصدراً، وأسهب في الحديث عنها مفصّلاً.
وايضا ذكرت هذه الواقعة في عددٌ هائلٌ من المصادر التاريخية، والتفسيريةٍ، والخبرية، والحديثية، عند أهل السنة منها:كتاب المستدرك لالحاكم النيسابوري، وتاريخ الطبري، والمناقب للخوارزميّ الحنفيّ، وکفاية الطالب للگنجيّ الشافعيّ، والفصول المهمّة لابن الصبّاغ المالکيّ، ومجمع الزوائد للهيثميّ الشافعيّ، وتاريخ اليعقوبي، وتاريخ بغداد للبغداديّ، وتفسير الفخر الرازيّ ، وغرائب القرآن للنيسابوريّ، وتفسير الطبريّ، وتذکرة خواصّ الأمة لسبط ابن الجوزيّ الحنبليّ، ومسند أحمد بن حنبل، وأسد الغابة لابن الأثير، ومناقب عليّ لابن المغازليّ الشافعيّ.
وقال أبو جعفر الإسکافيّ في شرح نهج البلاغة لابن أبي الحديد: إنّ حديث الفراش قد ثبت بالتواتر، فلا يجحده إلاّ مجنون، أو غير مخالطٍ لأهل الملّة. وقد روى المفسّرون کلّهم أنّ الآية نزلت في عليٍّ ليلة مبيته على فراش رسول الله صلى الله عليه وآله.